# Bentley Eight
Bentley Eight – samochód osobowy klasy aut luksusowych produkowany przez brytyjską markę Bentley w latach 1984 – 1992. 

## Historia i opis modelu

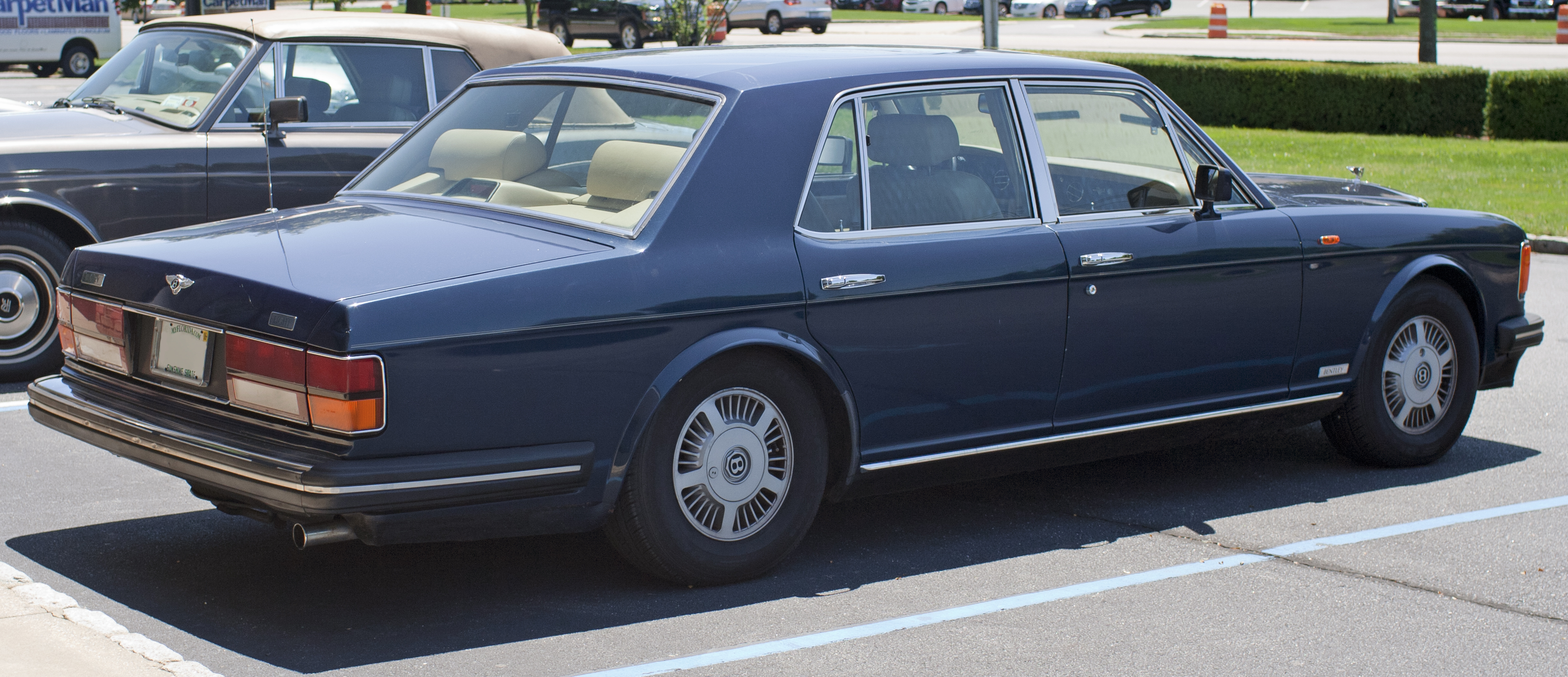
Bentley Eight - tył

Bentley Eight trafił na rynek w 1984 roku jako podstawowy i najtańszy model producenta w ofercie. Podobnie jak w przypadku pokrewnej, droższej wersji Mulsanne, do napędu Eight użyto silnika konstrukcji Rolls-Royce V8 o pojemności 6,75 litra. Limuzyna z tylnym napędem wyposażona była w 4-biegową automatyczną skrzynię biegów.

### Silnik
- V8 6,75 l (6750 cm³), 2 zawory na cylinder, OHV
- Układ zasilania: wtrysk
- Średnica × skok tłoka: 104,10 mm × 99,10 mm
- Stopień sprężania: 8,0:1
- Moc maksymalna: 224 KM (164,8 kW) przy 4200 obr./min
- Maksymalny moment obrotowy: 450 N•m przy 1500 obr./min

### Osiągi
- Przyspieszenie 0-80 km/h: 7,0 s
- Przyspieszenie 0-100 km/h: 9,6 s
- Przyspieszenie 0-160 km/h: 27,8 s
- Prędkość maksymalna: 206 km/h